# Otterup

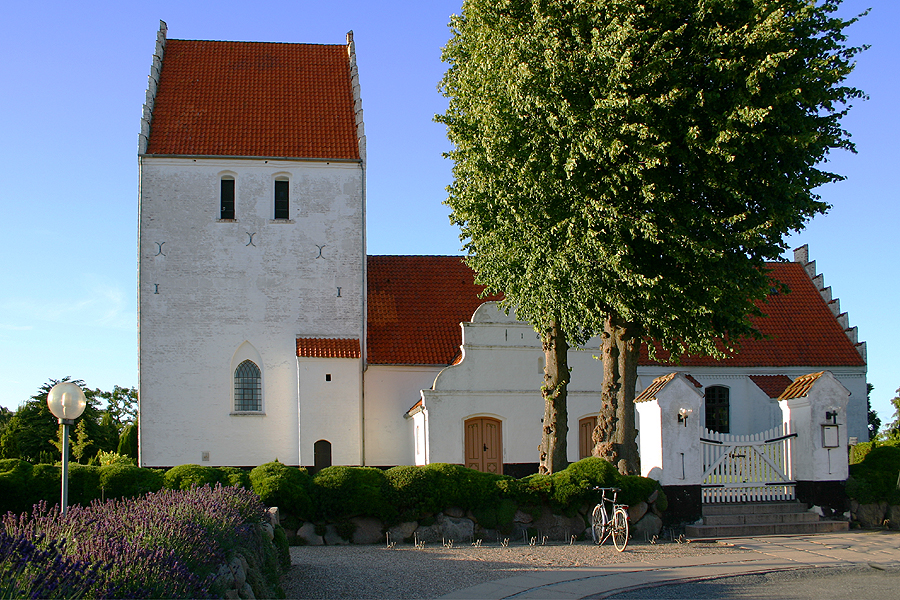
L'église d'Otterup.

Otterup est une petite ville du centre du Danemark dont la population était de 4 889 habitants au 1er janvier 2010. Elle appartient depuis la réforme de 2007 à la municipalité de Nordfyn, au nord de l'île de Fionie dans la province du Danemark-du-Sud. Son code postal est le 5450.

## Histoire
- Le bourg s'appelait Ottorp en 1427.
- De 1889 à 1994, la fabrique d'armes Schultz & Larsen était implantée dans cette petite ville.

## Géographie
- Le territoire de l'ancienne commune compte 24 km de plages.
- Bien qu'Otterup soit le lieu le plus peuplé de la nouvelle commune de Nordfyn, le chef-lieu a été placé à Bogense.

## Patrimoine
- Tombes vikings à Galgedil. Une cinquantaine de tombes ont été découvertes, ce qui fait de Galgedil le plus grand cimetière viking connu de Fionie. Les résultats des fouilles sont placés au musée d'Odense.
- Église romane de 1170. Le clocher et le porche sont de style gothique tardif. L'église a été restaurée en 1973-1974.
- Danmarks kartoffelmuseum (Musée de la pomme de terre du Danemark).

## Personnes célèbres
- Leif Davidsen y est né le 25 octobre 1950.

## Sports
- Le club de football Otterup Bold- og Idrætsklub (Otterup B&IK) participe à la 2. division Vest. Il joue ses matches à domicile à l'Otterup Stadion d'une capacité de 1 200 spectateurs.

## Jumelages
- Somero (Finlande)